# 마이크로맨
《마이크로맨》(ミクロマン・マグネパワーズ, Microman MagnePowers)은 스튜디오 피에로와 스튜디오 딘이 공동 제작한 일본의 SF TV 애니메이션이다. 1999년 1월 4일부터 12월 27일까지 TV 도쿄에서 52화로 방영되었다.
대한민국에서는 2000년 10월 19일부터 2001년 4월 26일까지 KBS2에서 방영되었다.

## 등장 인물
- 레오 (성우: 이토 켄타로/김일)
- 루카 (성우: 사이가 미츠키/김승준)
- 월터 (성우: 마도노 미츠아키/한호웅)
- 에디슨 (성우: 토비타 노부오/김소형)
- 오딘 (성우: 후루사와 토오루/이토 에이지/이정구)
- 강찬(쿠지 코헤이) (성우: 혼다 타카코/이향숙)
- 또마(쿠지 유우타)  (성우: 텟포즈카 요코/조진숙)
- 바다(미즈사와 마미) (성우: 한바 토모에/정옥주)
- K 박사 (성우: 오키아유 료타로/홍승섭)
- 데몬 레드 (성우: 나카타 카즈히로/김준)
- 데몬 블루 (성우: 야마자키 타쿠미/김민석)
- 데몬 그린 (성우: 시오자와 카네토/홍승섭)
- 아덴 퍼플 (성우: 히라마츠 아키코/조진숙)
- 아덴 다크 (성우: 야나다 키요유키/홍승섭)
- 아덴 플레임 (성우: 오노사카 마사야/김민석)
- 강찬과 또마의 엄마 (성우: 스즈키 카츠미/정옥주)
- 강찬과 또마의 아빠 (성우: 소우미 요코/김민석)
- 메피스토 (성우: 이정구)

## 소묘

3 데몬